# شاهزاده ناکاگاوا
ناکاگاوا نومیا یا شاهزاده ناکاگاوا یا شاهزاده کونی آساهیکو، (به ژاپنی: 久邇宮 朝彦親王 Kuni-no-miya Asahiko shinnō); ۲۷ فوریهٔ ۱۸۲۴ – ۲۵ اکتبر ۱۸۹۱) یک شاهزاده از دودمان یاماتو بود که نقشی کلیدی در اصلاحات میجی داشت. وی فرزند خوانده امپراتور نینکو بود.
او کاهن ارشد معبد بزرگ ایسه بود. او جینگو کوگاکان (که اکنون دانشگاه کوگاکان است) را تأسیس کرد. او چهارمین پسر شاهزاده فوشیمی و اولین رئیس خاندان کونینومیا بود. او همچنین با نام‌های زیادی شناخته می‌شد. او بارها نام کوچک خود را تغییر داد. او پدربزرگ امپراتریس ناگاکو (ملکه شووا)، جد بزرگ امپراتور آکی‌هیتو و جد بزرگ امپراتور فعلی ناروهیتو بود.

## اواخر دوره ادو
در سال ۱۸۳۶، او فرزندخوانده امپراتور نینکو شد و سال بعد، در سال ۱۸۳۷، به عنوان شاهزاده اعلام شد و نام نارینوری به او داده شد. در سال ۱۸۳۸، او راهب شد و نام بودایی سونئو به او داده شد و کاهن اعظم ایچیجو-این، معبد فرعی معبد کوفوکو-جی در نارا، شد. در سال ۱۸۵۲، او چهل و هفتمین کاهن اعظم معبد شورن-این شد و نام بودایی خود را به سون-یو تغییر داد. از آنجایی که معبد شورن-این یک معبد کاخ بود و در آواتاگوچی واقع شده بود، او را شورن-این نو میا یا آواتا نو میا می‌نامیدند، درست مانند کاهنان اعظم قبلی. او بعداً دویست و بیست و هشتمین کاهن اعظم معبد تندای شد.
از آنجایی که سونیو از طریق دعاها و خدمات مذهبی خود به عنوان راهب اعظم تندای و راهب نگهبان با امپراتور کومی ارتباط برقرار کرد، مشاور سیاسی او نیز شد (توکوتومی سوهو، "یک جنبه از تاریخ احیای میجی"). در سال ۱۸۵۴، هنگامی که آتش‌سوزی در کاخ امپراتوری رخ داد، سونیو که کاهن اعظم معبد شورن-این بود، به سرعت به معبد شیموگامو، جایی که امپراتور کومی به آن پناه برده بود، شتافت و معبد شورن-این را به عنوان اقامتگاه موقت برای شاهزاده خانم ارائه داد و اعتماد امپراتور را به دست آورد.
شاهزاده سونیو با تصویب پیمان دوستی و تجارت بین ایالات متحده و ژاپن توسط امپراتوری مخالفت کرد و از هیتوتسوباشی یوشینوبو در مسئله جانشینی سیزدهمین شوگون از شوگون‌سالاری ادو، توکوگاوا ایه‌سادا، حمایت کرد. این موضوع توجه مشاور ارشد، ایی نائوسوکه، را جلب کرد و در جریان پاکسازی آنسی در سال ۱۸۵۹ به او دستور داده شد که «بازنشسته و در حبس خانگی زندگی کند». به همین دلیل، شاهزاده سونیو نیودو دیگر نمی‌توانست خود را شورن-این نو میا بنامد، بنابراین به کیهوکن، زیرمجموعه‌ای از معبد شوکوکو-جی، بازنشسته شد و شیشیو-این نو میا نامیده شد.
سال بعد، در سال ۱۸۶۰، ایی نائوسوکه در حادثه دروازه ساکورادامون ترور شد و در سال ۱۸۶۲، شاهزاده سونیو نیودو عفو و به مقام خود بازگردانده شد. در همان سال، در حالی که هنوز کاهن اعظم شورن-این بود، به عنوان یک مقام رسمی امور دولتی و مشاور سیاسی امپراتور کومی منصوب شد و در سیاست‌های دربار شرکت کرد. در ۲۷ اوت، سال بعد، در سال ۱۸۶۳، او به زندگی دنیوی بازگشت و نام ناکاگاوا نو میا را برای خود برگزید. این نامی است که او عموماً با آن شناخته می‌شود.

## حادثه ایکه‌دایا
در حادثه ایکِه‌دایا که در ۵ ژوئن ۱۸۶۴ (گنجی ۱) رخ داد، شینسنگومی بسیاری از عناصر ضد شوگون‌سالاری را دستگیر و کشت و نام آنها در سراسر کشور مشهور شد. نقش شینسنگومی بسیار مهم بود، زیرا میهن‌پرستان ضد شوگون‌سالاری نقشه کشیده بودند در روز جشن گیئون تا کاخ امپراتوری را به آتش بکشند، شاهزاده ناکاگاوا، طرفدار شوگون‌سالاری، را بکشند و از این آشفتگی برای ربودن امپراتور به قلمرو چوشو سوءاستفاده کنند.

## دوران بازسازی میجی و پس از آن
در سال ۱۸۶۲، به شاهزاده اجازه داده شد تا به مقام دنیوی بازگردد و عنوان «ناکاگاوا نو میا» را دریافت کرد. این بخشی از عفو عمومی اعلام شده به افتخار ازدواج «شوگون» توکوگاوا ایه‌موچی با چیکاکو، شاهدخت کازو، خواهر ناتنی امپراتور کومه ای، بود. او به کیوتو بازگشت، مشاور نزدیک امپراتور شد و در این زمان با عنوان دیگری به نام «کایا-نومیا» شناخته می‌شد. در سپتامبر ۱۸۶۳، کومه ای نام «آساهیکو» و مقام شاهزاده خون (shinnō –  شاهزاده امپراتوری شینوکه) را به او اعطا کرد و او را «دانجو نو این» نامید، یک مقام عالی‌رتبه درباری که فقط برای شاهزاده‌های خون مجاز بود. شاهزاده آساهیکو پس از مرگ کومی و به سلطنت رسیدن امپراتور میجی در این سمت ادامه داد.
پس از بازسازی پترجی، دشمنان سیاسی شاهزاده آساهیکو کوتاه نیامدند. در سال ۱۸۶۸، او از مقام خود به عنوان یک شاهزاده خونین محروم شد و به اتهام ساختگی توطئه برای سرنگونی دولت جدید به هیروشیما تبعید شد. امپراتور میجی در فوریه ۱۸۷۲ او را عفو کرد و مقام شاهزاده‌ای او را احیا کرد و به او اجازه داد تا شاخه فرعی جدیدی از سلسله امپراتوری، «خاندان کونینومیا» را تأسیس کند. او دو دهه آخر عمر خود را به عنوان کاهن متولی (سایشو) شینتو معبد ایسه گذراند. شاهزاده کونی آساهیکو در توکیو در سال ۱۸۹۱ درگذشت.
سه تن از پسران شاهزاده آساهیکو، شاهزاده کایا کونینوری، شاهزاده کونی تاکا و شاهزاده ناشیموتو موریماسا، متوالی به عنوان کشیش لرد نگهبان معبد ایسه بین سال‌های ۱۸۹۱ و ۱۹۴۷ خدمت کردند.
پدر امپراتریس ناگاکو، که با هیروهیتو ازدواج کرد.